# Harutaeographa bicolorata
Harutaeographa bicolorata là một loài bướm đêm trong họ Noctuidae.